# NGC 3077
Az NGC 3077 egy galaxis az Ursa Maior (Nagy Medve) csillagképben.

## Felfedezése
A galaxist William Herschel fedezte fel 1801. november 8-án.

## Tudományos adatok

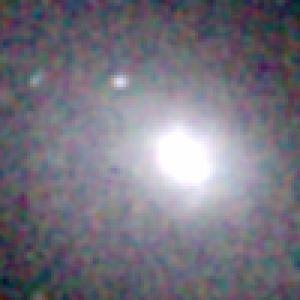
NGC 3077

Az NGC 3077 érdekessége egy múltban történt ütközés az M81-gyel és M82-vel, melynek következménye az ütközése nyomán létrejött gázhíd mentén található kék csomók (blue blobs), melyekben több tízezer naptömegnyi anyag található fiatal csillagok alakjában. A csomók tömege meghaladja a Tejútrendszer legnagyobb nyílthalmazainak tömegét. Mivel látszólag nem tartoznak semmilyen galaxishoz, a csillagaik által a fúziós reakciókban letermelt nehéz elemeik minden akadály nélkül beszennyezik a galaxisközi űrt.
A Hubble felvételei alapján a csomók mintegy öt Orion-ködnyi anyagot tartalmaznak, s a feltevések szerint a galaxisok 200 millió évvel ezelőtti erős kölcsönhatásához köthetők.
A galaxis 14 km/sec sebességgel távolodik tőlünk.
Körülbelül 100 millió éves. Átmérője megközelítőleg 20.000 fényév (1,892·1020 m)

## Megfigyelési lehetőség
Megfelelő időben, kis fényszennyezettség mellett egy 20 cm-es, 80-szoros nagyítású távcsővel már látható.